# Jana Fernández
Jana Fernández Velasco (Martorell, Barcelona; 18 de febrero de 2002) es una futbolista española que juega como defensa. Actualmente milita en el Fútbol Club Barcelona de la Primera División de España.
Ha sido habitual en las categorías menores de la Selección de España, llegando a ganar junto a La Roja el Campeonato Europeo Sub-17 y la Copa del Mundo sub-17.

## Trayectoria
Nacida en Martorell en la comarca de Bajo Llobregat de la Provincia de Barcelona, Jana comienza su formación en el F.C.Sant Esteve Sesrovires y la Barça Academy para luego pasar a las categorías inferiores del club azulgrana.
Realiza su debut con el F. C. Barcelona el 9 de noviembre de 2018, con sólo dieciséis años y nueve meses aún siendo parte del Juvenil-Cadete, siendo hasta ese momento la segunda futbolista más joven en jugar con la camiseta azulgrana desde que se profesionalizó la sección.
En junio de 2018, luego de haber participado en dinámicas entre el filial y primer equipo, se hace oficial su firma de contrato profesional por tres temporadas pasando a ser jugadora del Barça.
El 10 de marzo de 2021, debuta como titular en Liga de Campeones de la UEFA. Durante esa temporada 2020-21, la jugadora blaugrana disputó catorce partidos en la Liga Iberdrola donde se desempeñó tanto de central como de lateral.
El 2 de octubre de 2021, marca su primer gol con el primer equipo en la victoria ante el Alavés (9-1). Hizo el 8-1 con un remate de cabeza.

## Selección nacional
Sus cualidades y buen desempeño con la sub-16 española, le dieron la posibilidad de ser nominada con la Selección de España sub-17 con quienes consiguió el Campeonato Europeo 2018 que se disputaba en Lituania. Tras esto, consigue proclamarse campeona del mundo sub-17 junto a La Roja en Uruguay 2018. De igual forma, ha sido convocada con la sub-20 de Pedro López.

## Clubes
| Equipo                        | País   | Años        |
| ----------------------------- | ------ | ----------- |
| F. C. Barcelona (fútbol base) | España | 2014 - 2018 |
| F. C. Barcelona "B"           | España | 2017 - 2020 |
| F. C. Barcelona               | España | 2018 - 2025 |

## Estadísticas
| Club                         | Div.                | Temporada           | Liga  | Liga  | Copa  | Copa  | Supercopa | Supercopa | Continental | Continental | Total | Total |
| Club                         | Div.                | Temporada           | Part. | Goles | Part. | Goles | Part.     | Goles     | Part.       | Goles       | Part. | Goles |
| ---------------------------- | ------------------- | ------------------- | ----- | ----- | ----- | ----- | --------- | --------- | ----------- | ----------- | ----- | ----- |
| F. C. Barcelona "B" · España | 2ª                  | 2019-20             | 20    | 3     | -     | -     | -         | -         | -           | -           | 20    | 3     |
| F. C. Barcelona "B" · España | 2ª                  | 2020-21             | 13    | 0     | -     | -     | -         | -         | -           | -           | 13    | 0     |
| F. C. Barcelona "B" · España | Total               | Total               | 33    | 3     | -     | -     | -         | -         | -           | -           | 33    | 3     |
| F. C. Barcelona · España     | 1ª                  | 2018-19             | 1     | 0     | 0     | 0     | -         | -         | 0           | -           | 1     | 0     |
| F. C. Barcelona · España     | 1ª                  | 2020-21             | 16    | 0     | 1     | 0     | -         | -         | 3           | 0           | 20    | 0     |
| F. C. Barcelona · España     | 1ª                  | 2021-22             | 12    | 2     | 0     | 0     | 2         | 0         | 4           | 0           | 18    | 2     |
| F. C. Barcelona · España     | 1ª                  | 2022-23             | 6     | 1     | 0     | 0     | 0         | 0         | 1           | 0           | 7     | 1     |
| F. C. Barcelona · España     | 1ª                  | 2023-24             | 9     | 0     | 0     | 0     | 0         | 0         | 0           | 0           | 9     | 0     |
| F. C. Barcelona · España     | 1ª                  | 2024-25             | 10    | 1     | 0     | 0     | 0         | 0         | 0           | 0           | 10    | 1     |
| Total                        | Total               | Total               | 54    | 4     | 1     | 0     | 2         | 0         | 8           | 0           | 63    | 4     |
| Total en su carrera          | Total en su carrera | Total en su carrera | 86    | 7     | 1     | 0     | 2         | 0         | 8           | 0           | 96    | 7     |

## Palmarés

### Campeonatos nacionales
| Título              | Club            | País   | Año  |
| ------------------- | --------------- | ------ | ---- |
| Supercopa de España | F. C. Barcelona | España | 2020 |
| Primera División    | F. C. Barcelona | España | 2020 |
| Copa de la Reina    | F. C. Barcelona | España | 2020 |
| Primera División    | F. C. Barcelona | España | 2021 |
| Copa de la Reina    | F. C. Barcelona | España | 2021 |
| Supercopa de España | F. C. Barcelona | España | 2023 |
| Primera Iberdrola   | F. C. Barcelona | España | 2023 |
| Liga F              | F. C. Barcelona | España | 2024 |
| Copa de la Reina    | F. C. Barcelona | España | 2024 |
| Supercopa de España | F. C. Barcelona | España | 2024 |
| Liga F              | F. C. Barcelona | España | 2025 |
| Copa de la Reina    | F. C. Barcelona | España | 2025 |
| Supercopa de España | F. C. Barcelona | España | 2025 |

### Campeonatos internacionales
| Título                    | Equipo              | Sede         | Año  |
| ------------------------- | ------------------- | ------------ | ---- |
| Campeonato Europeo Sub-17 | Selección de España | Lituania     | 2018 |
| Copa Mundial sub-17       | Selección de España | Uruguay      | 2018 |
| Liga de Campeones         | F. C. Barcelona     | Suecia       | 2021 |
| Liga de Campeones         | F. C. Barcelona     | Países Bajos | 2023 |
| Liga de Campeones         | F. C. Barcelona     | España       | 2024 |